# Devesel (gmina)
Devesel – gmina w Rumunii, w okręgu Mehedinți. Obejmuje miejscowości Batoți, Bistrețu, Devesel, Dunărea Mică, Scăpău i Tismana. W 2011 roku liczyła 3287 mieszkańców.